# Положение вне игры

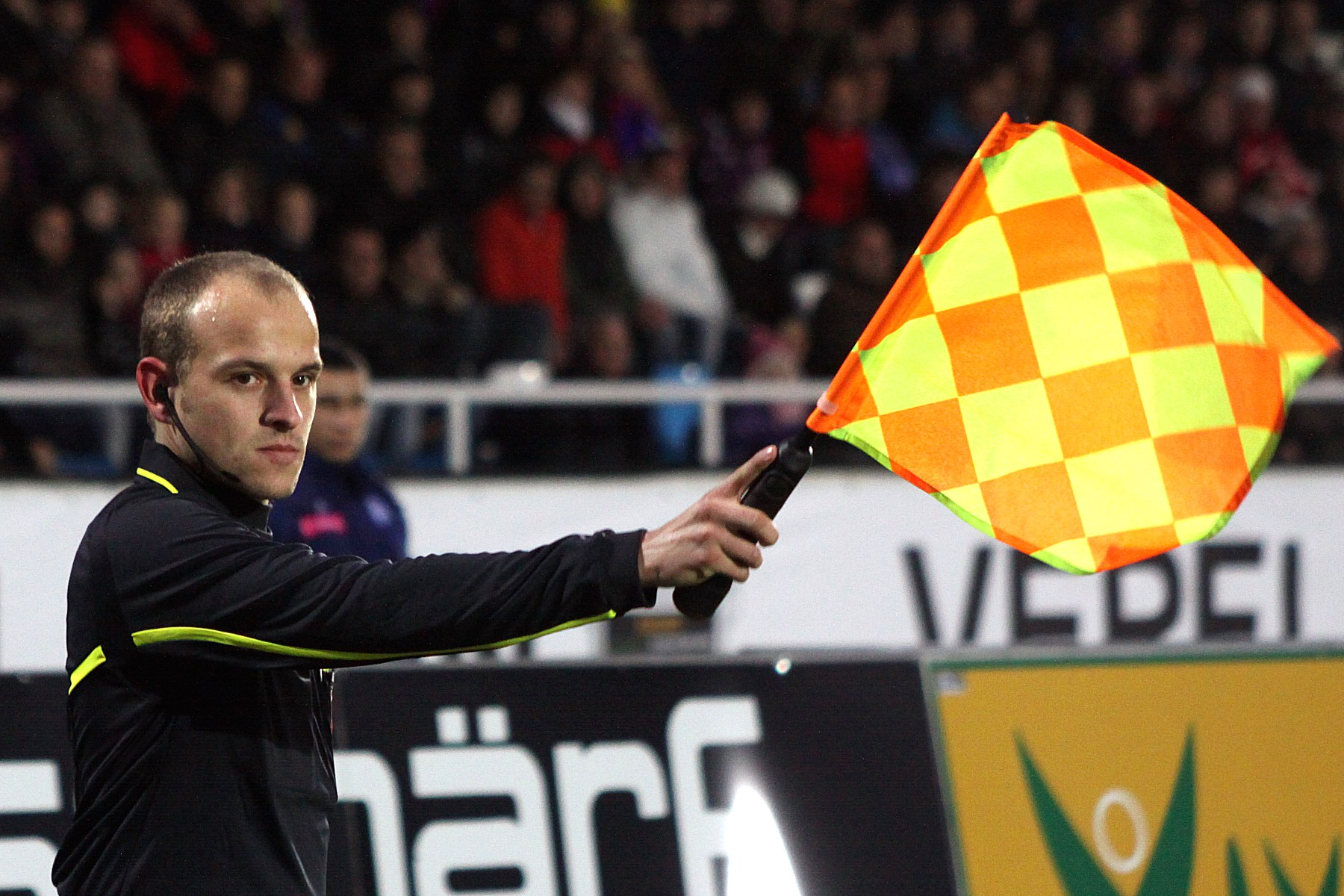
Боковой судья сигнализирует о положении вне игры

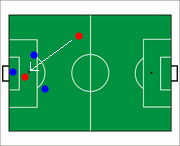
Положение вне игры в футболе

Положение «вне игры», или офсайд (англ. offside) — правило в футболе, регби и хоккее с шайбой, определяющее позицию нападающего игрока по отношению к игрокам обороняющейся команды как недопустимую и останавливающее атаку на ворота противника.

## Футбол
Положение «вне игры» в футболе фиксируется, если игрок атакующей команды в момент начала паса другого игрока атакующей команды находится целиком или частью тела, ближе к линии ворот (лицевой линии поля), чем  предпоследний игрок соперника, включая вратаря. В этом случае мяч отдается команде соперника и назначается свободный удар. Не фиксируется в случае, если игрок, который отдаёт пас, находится к воротам соперника ближе, чем принимающий пас игрок, при выбросах из-за боковой линии, а также, если принимающий игрок в момент паса находился на своей половине поля.

## Хоккей с шайбой
Положение «вне игры» в хоккее с шайбой фиксируется в том случае, если шайба входит в зону одной из команд, и в этой зоне находится игрок противоположной команды. Игрок считается находящимся в зоне в том случае, если оба его конька полностью находятся за линией, определяющей границу зоны. В случае возникновения положения «вне игры», помощник главного судьи матча поднимает руку вверх, и если шайбы касается игрок атакующей команды или был произведен бросок по воротам, игра останавливается и назначается вбрасывание в средней зоне. Если игроки атакующей команды не касаются шайбы, игра продолжается, но положение «вне игры» продолжает фиксироваться до тех пор, пока все игроки атакующей команды не покинут зону соперников или шайба не выйдет из зоны обороняющейся стороны. Если выполняется одно из этих правил, помощник главного судьи  опускает руку и игра продолжается как обычно. 
Вне игры не фиксируется если игроки обороняющейся команды сами вбрасывают шайбу в свою зону.